# Rosolino Poggi
Rosolino Poggi (Milano, 28 agosto 1863 – Padova, 1º febbraio 1940) è stato un generale italiano.

## Biografia
Nacque nel 1863 da Gustavo e da Clementina Abelli. Nel 1888 consegue la nomina a sottotenente dei bersaglieri. Frequenta la Scuola di Guerra ed è trasferito nel corpo di stato maggiore dove, tra l'altro, regge la direzione dell'Ufficio I dall'ottobre 1912 all'ottobre 1915. Promosso maggiore generale comanda le brigate Palermo, Reggio e Massa Carrara.
Dal 1917 è promosso tenente generale ed è posto al comando della 68ª divisione. Dopo la guerra è collocato in ausiliaria. generale di corpo d'armata nella riserva dal 29 agosto 1932.